# Брух, Карл Фридрих
Карл Фридрих Брух (нем. Carl Friedrich Bruch; 11 марта 1789, Цвайбрюккен, — 21 декабря 1857, Майнц) — немецкий орнитолог. Автор множества статей в журналах Isis и Journal für Ornithologie.
Сын аптекаря. Рано лишился отца и был вынужден после окончания школы поступить на работу помощником нотариуса в Майнце. С 1814 г. нотариус. Ушёл на покой в 1855 году.
С юношеских лет интересовался птицами. Собрал большую коллекцию чучел собственного изготовления (412 видов птиц).
С 1824 года сотрудничал с первой немецкой орнитологической газетой «Ornis» Христиана Людвига Брема. Писал статьи для основанного в 1853 г. «Journal für Ornithologie».
Инициатор создания и первый президент (с 1834 года)  Рейнского натурологического общества (Rheinischen Naturforschenden Gesellschaf).
В 1828 году предложил триноминальную (состоящую из трёх слов) номенклатуру в биологической систематике. До тех пор преобладала биноминальная номенклатура, разработанная Карлом Линнеем.
Брух описал следующие виды птиц: кудрявый пеликан (Pelecanus crispus), чайка Хартлауба (Larus hartlaubii), аденская чайка (Larus hemprichii), Ichthyaetus hemprichii и красноногая моевка (Rissa brevirostris).